# Botrytis pyramidalis
Botrytis pyramidalis är en svampart som först beskrevs av Hermann Friedrich Bonorden, och fick sitt nu gällande namn av Pier Andrea Saccardo 1886. Botrytis pyramidalis ingår i släktet Botrytis och familjen Sclerotiniaceae.   Inga underarter finns listade i Catalogue of Life.